# Independent Spirit a la millor primera pel·lícula
L'Independent Spirit a la millor primera pel·lícula (en anglès Independent Spirit Award for Best First Feature) és el Premi Independent Spirit que es concedeix anualment a la millor pel·lícula debut.

## Guanyadors i nominats
La pel·lícula guanyadora de cada any es mostra sobre fons blau:

### Dècada del 1980
| Any  | Títol                      | Direcció / Producció                                                    |
| ---- | -------------------------- | ----------------------------------------------------------------------- |
| 1986 | She's Gotta Have It        | Spike Lee, director i productor                                         |
| 1986 | Belizaire the Cajun        | Glen Pitre / Allan L. Durand                                            |
| 1986 | A Great Wall               | Peter Wang, director                                                    |
| 1986 | Hoosiers                   | David Anspaugh / John Daly, Carter DeHaven, Derek Gibson i Angelo Pizzo |
| 1986 | True Stories               | David Byrne / Gary Kurfirst                                             |
| 1987 | Dirty Dancing              | Emile Ardolino / Linda Gottlieb                                         |
| 1987 | Anna                       | Yurek Bogayevicz / Zanne Devine                                         |
| 1987 | Hollywood Shuffle          | Robert Townsend, director i productor / Carl Craig                      |
| 1987 | Siesta                     | Mary Lambert / Gary Kurfirst                                            |
| 1987 | Waiting for the Moon       | Jill Godmilow / Sandra Schulberg                                        |
| 1988 | Mystic Pizza               | Donald Petrie / Mark Levinson i Scott M. Rosenfelt                      |
| 1988 | Border Radio               | Allison Anders, Dean Lent i Kurt Voss / Marcus DeLeon                   |
| 1988 | The Chocolate War          | Keith Gordon / Jonathan D. Krane                                        |
| 1988 | The Prince of Pennsylvania | Ron Nyswaner / Jonathan D. Krane                                        |
| 1988 | The Wash                   | Michael Toshiyuki Uno / Calvin Skaggs                                   |
| 1989 | Heathers                   | Michael Lehmann / Denise Di Novi                                        |
| 1989 | 84C MoPic                  | Patrick Sheane Duncan / Michael Nolan                                   |
| 1989 | Powwow Highway             | Jonathan Wacks / Jan Wieringa                                           |
| 1989 | Sidewalk Stories           | Charles Lane / Howard M. Brickner                                       |
| 1989 | Talking to Strangers       | Rob Tregenza / J.K. Eareckson                                           |

### Dècada del 1990
| Any  | Títol                               | Direcció / Producció                                                         |
| ---- | ----------------------------------- | ---------------------------------------------------------------------------- |
| 1990 | Metropolitan                        | Whit Stillman, director i productor                                          |
| 1990 | House Party                         | Reginald Hudlin / Warrington Hudlin                                          |
| 1990 | Lightning Over Braddock             | Tony Buba, director i productor                                              |
| 1990 | The Natural History of Parking Lots | Everett Lewis / Aziz Ghazal                                                  |
| 1990 | Twister                             | Michael Almereyda / Wieland Schulz-Keil                                      |
| 1991 | Straight Out of Brooklyn            | Matty Rich, director i productor                                             |
| 1991 | Chameleon Street                    | Wendell B. Harris Jr., director i productor                                  |
| 1991 | Poison                              | Todd Haynes / Christine Vachon                                               |
| 1991 | The Rapture                         | Michael Tolkin / Karen Koch, Nancy Tenenbaum i Nick Wechsler                 |
| 1991 | Slacker                             | Richard Linklater, director i productor                                      |
| 1992 | The Waterdance                      | Neal Jimenez i Michael Steinberg / Gale Anne Hurd, Marie Cantin i Guy Riedel |
| 1992 | Laws of Gravity                     | Nick Gomez / Bob Gosse i Larry Meistrich                                     |
| 1992 | My New Gun                          | Stacy Cochran / Michael Flynn                                                |
| 1992 | Reservoir Dogs                      | Quentin Tarantino / Lawrence Bender                                          |
| 1992 | Swoon                               | Tom Kalin / Christine Vachon                                                 |
| 1993 | El mariachi                         | Robert Rodriguez, director i productor / Carlos Gallardo                     |
| 1993 | American Heart                      | Martin Bell / Jeff Bridges i Rosilyn Heller                                  |
| 1993 | Combination Platter                 | Tony Chan, director i productor / Judy Moy                                   |
| 1993 | Mac                                 | John Turturro / Brenda Goodman i Nancy Tenenbaum                             |
| 1993 | Menace II Society                   | Allen i Albert Hughes / Darin Scott                                          |
| 1994 | Spanking the Monkey                 | David O. Russell / Dean Silvers                                              |
| 1994 | Clean, Shaven                       | Lodge Kerrigan, director i productor                                         |
| 1994 | Clerks                              | Kevin Smith, director i productor / Scott Mosier                             |
| 1994 | I Like It Like That                 | Darnell Martin / Lane Janger                                                 |
| 1994 | Suture                              | David Siegel i Scott McGehee, directors i productors / Michele Petin         |
| 1995 | The Brothers McMullen               | Edward Burns / Dick Fisher                                                   |
| 1995 | Kids                                | Larry Clark / Cary Woods                                                     |
| 1995 | Little Odessa                       | James Gray / Paul Webster                                                    |
| 1995 | Picture Bride                       | Kayo Hatta / Diane Mei Lin Mark i Lisa Onodera                               |
| 1995 | River of Grass                      | Kelly Reichardt, director                                                    |
| 1996 | Sling Blade                         | Billy Bob Thornton / David L. Bushell i Brandon Rosser                       |
| 1996 | Big Night                           | Campbell Scott i Stanley Tucci / Jonathan Filley                             |
| 1996 | Jo vaig disparar a l'Andy Warhol    | Mary Harron / Tom Kalin i Christine Vachon                                   |
| 1996 | Manny & Lo                          | Lisa Krueger / Marlen Hecht i Dean Silvers                                   |
| 1996 | Trees Lounge                        | Steve Buscemi / Chris Hanley i Brad Wyman                                    |
| 1997 | Eve's bayou (L'estany de l'Eva)     | Kasi Lemmons / Caldecot Chubb i Samuel L. Jackson                            |
| 1997 | The Bible and Gun Club              | Daniel J. Harris, director i productor                                       |
| 1997 | Hard Eight                          | Paul Thomas Anderson / Robert Jones i John S. Lyons                          |
| 1997 | In the Company of Men               | Neil LaBute / Mark Archer i Stephen Pevner                                   |
| 1997 | Star Maps                           | Miguel Arteta / Matthew Greenfield                                           |
| 1998 | El contrari del sexe                | Don Roos / David Kirkpatrick i Michael Besman                                |
| 1998 | Buffalo '66                         | Vincent Gallo / Chris Hanley                                                 |
| 1998 | High Art                            | Lisa Cholodenko / Dolly Hall, Jeffrey Levy-Hinte i Susan A. Stover           |
| 1998 | Pi                                  | Darren Aronofsky / Eric Watson                                               |
| 1998 | Slums of Beverly Hills              | Tamara Jenkins / Michael Nozik i Stan Wlodkowski                             |
| 1999 | Being John Malkovich                | Spike Jonze / Michael Stipe, Sandy Stern, Steve Golin i Vincent Landay       |
| 1999 | Boys Don't Cry                      | Kimberly Peirce / Jeffrey Sharp, John Hart, Eva Kolodner i Christine Vachon  |
| 1999 | Three Seasons                       | Tony Bui / Jason Kliot i Joana Vicente                                       |
| 1999 | Twin Falls Idaho                    | Michael Polish / Marshall Persinger, Rena Ronson i Steven J. Wolfe           |
| 1999 | Xiu Xiu: The Sent Down Girl         | Joan Chen, director i productor / Wai-Chung Chan                             |

### Dècada del 2000
NOTA: A partir de l'any 2000, les pel·lícules nominades es van restringir a aquelles amb un pressupost superior als 500.000$. El premi Independent Spirit John Cassavetes va començar a premiar les primeres pel·lícules que tenien un pressupost inferior o igual als 500.000$.
| Any  | Títol                             | Direcció / Producció                                                                                      |
| ---- | --------------------------------- | --- |
| 2000 | You Can Count on Me               | Kenneth Lonergan / John Hart, Jeffrey Sharp, Barbara De Fina i Larry Meistrich                            |
| 2000 | Boiler Room                       | Ben Younger / Jennifer Todd i Suzanne Todd                                                                |
| 2000 | Girlfight                         | Karyn Kusama / Maggie Renzi, Sarah Green i Martha Griffin.                                                |
| 2000 | Love & Basketball                 | Gina Prince-Bythewood / Spike Lee i Sam Kitt                                                              |
| 2000 | The Visit                         | Jordan Walker-Pearlman, director i productor                                                              |
| 2001 | In the Bedroom                    | Todd Field, director                                                                                      |
| 2001 | The Anniversary Party             | Alan Cumming i Jennifer Jason Leigh, directors                                                            |
| 2001 | El creient                        | Henry Bean, director                                                                                      |
| 2001 | Donnie Darko                      | Richard Kelly, director                                                                                   |
| 2001 | Ghost World                       | Terry Zwigoff, director                                                                                   |
| 2002 | La perillosa vida dels Altar Boys | Peter Care, director                                                                                      |
| 2002 | Interview with the Assassin       | Neil Burger, director                                                                                     |
| 2002 | Manito                            | Eric Eason, director                                                                                      |
| 2002 | Paid in Full                      | Charles Stone III, director                                                                               |
| 2002 | Roger Dodger                      | Dylan Kidd, director                                                                                      |
| 2003 | Monster                           | Patty Jenkins / Mark Damon, Donald Kushner, Clark Peterson, Charlize Theron i Brad Wyman                  |
| 2003 | Bomb the System                   | Adam Bhala Lough / Ben Rekhi i Sol Tryon                                                                  |
| 2003 | House of Sand and Fog             | Vadim Perelman, director i productor / Michael London                                                     |
| 2003 | Quattro Noza                      | Joey Curtis / Fredric King                                                                                |
| 2003 | Thirteen                          | Catherine Hardwicke / Jeffrey Levy-Hinte i Michael London                                                 |
| 2004 | Garden State                      | Zach Braff / Pamela Abdy, Gary Gilbert, Dan Halsted i Richard Klubeck                                     |
| 2004 | Brother to Brother                | Rodney Evans, director i productor / Jim McKay, Isen Robbins i Aimee Schoof                               |
| 2004 | Napoleon Dynamite                 | Jared Hess / Jeremy Coon, Sean Covel i Chris Wyatt                                                        |
| 2004 | Saints and Soldiers               | Ryan Little, director i productor / Adam Abel                                                             |
| 2004 | The Woodsman                      | Nicole Kassell / Lee Daniels                                                                              |
| 2005 | Crash                             | Paul Haggis, director i productor / Cathy Schulman, Don Cheadle, Bob Yari, Mark R. Harris i Bobby Moresco |
| 2005 | Lackawanna Blues                  | George C. Wolfe / Halle Berry, Vince Cirrincione, Ruben Santiago-Hudson, Nellie Nugiel i Shelby Stone     |
| 2005 | Me and You and Everyone We Know   | Miranda July / Gina Kwon                                                                                  |
| 2005 | Thumbsucker                       | Mike Mills / Anthony Bregman i Bob Stephenson                                                             |
| 2005 | Transamerica                      | Duncan Tucker / Sebastian Dungan, Linda Moran i Rene Bastian                                              |
| 2006 | Sweet Land                        | Ali Selim / Alan Cumming i James Bigham                                                                   |
| 2006 | Day Night Day Night               | Julia Loktev / Melanie Judd id Jessica Levin                                                              |
| 2006 | Man Push Cart                     | Ramin Bahrani / Pradip Ghosh i Bedford T. Bentley                                                         |
| 2006 | The Motel                         | Michael Kang / Matthew Greenfield, Miguel Arteta, Gina Kwon i Karin Chien                                 |
| 2006 | Wristcutters: A Love Story        | Goran Dukić / Adam Sherman, Chris Coen, Tatiana Kelly i Mikal P. Lazarev                                  |
| 2007 | The Lookout                       | Scott Frank / Roger Birnbaum, Gary Barber, Laurence Mark i Walter F. Parkes                               |
| 2007 | 2 Days in Paris                   | Julie Delpy / Christophe Mazodier i Thierry Potok                                                         |
| 2007 | Great World of Sound              | Craig Zobel, director i productor / Melissa Palmer, David Gordon Green id Richard A. Wright               |
| 2007 | Rocket Science                    | Jeffrey Blitz / Effie Brown i Sean Welch                                                                  |
| 2007 | Vanaja                            | Rajnesh Domalpalli / Latha R. Domalapalli                                                                 |
| 2008 | Synecdoche, New York              | Charlie Kaufman, director i productor / Anthony Bregman, Spike Jonze i Sidney Kimmel                      |
| 2008 | Afterschool                       | Antonio Campos / T. Sean Durkin i Josh Mond                                                               |
| 2008 | Medicine for Melancholy           | Barry Jenkins / Justin Barber                                                                             |
| 2008 | Sangre de Mi Sangre               | Christopher Zalla / Per Melita i Ben Odell                                                                |
| 2008 | Sleep Dealer                      | Alex Rivera / Anthony Bregman                                                                             |
| 2009 | Crazy Heart                       | Scott Cooper, director i productor / Robert Duvall, Rob Carliner, Judy Cairo i T-Bone Burnett             |
| 2009 | Easier with Practice              | Kyle Patrick Alvarez / Cookie Carosella                                                                   |
| 2009 | The Messenger                     | Oren Moverman / Mark Gordon, Lawrence Inglee i Zach Miller                                                |
| 2009 | Paranormal Activity               | Oren Peli, director i productor / Jason Blum                                                              |
| 2009 | A Single Man                      | Tom Ford, director i productor / Chris Weitz, Andrew Miano i Robert Salerno                               |

### Dècada del 2010
| Any  | Títol                             | Direcció / Producció                                                                                         |
| ---- | --------------------------------- | --- |
| 2010 | Get Low                           | Aaron Schneider / Dean Zanuck i David Gundlach                                                               |
| 2010 | Everything Strange and New        | Frazer Bradshaw / Laura Techera Francia i A.D. Liano                                                         |
| 2010 | The Last Exorcism                 | Daniel Stamm / Eric Newman, Eli Roth, Marc Abraham i Thomas A. Bliss                                         |
| 2010 | Night Catches Us                  | Tanya Hamilton / Ronald Simon, Sean Costello i Jason Orans                                                   |
| 2010 | Tiny Furniture                    | Lena Dunham / Kyle Martin i Alicia Van Couvering                                                             |
| 2011 | Margin Call                       | J.C. Chandor / Joe Jenckes, Robert Ogden Barnum, Corey Moosa, Michael Benaroya, Neal Dodson i Zachary Quinto |
| 2011 | Another Earth                     | Mike Cahill / Hunter Gray, Mike Cahill, Brit Marling i Nicholas Shumaker                                     |
| 2011 | In the Family                     | Patrick Wang / Patrick Wang, Andrew van den Houten i Robert Tonino                                           |
| 2011 | Martha Marcy May Marlene          | Sean Durkin / Josh Mond, Antonio Campos, Chris Maybach i Patrick Cunningham                                  |
| 2011 | Natural Selection                 | Robbie Pickering / Brion Hambell i Paul Jensen                                                               |
| 2012 | Els avantatges de ser un marginat | Stephen Chbosky, director                                                                                    |
| 2012 | Fill the Void                     | Rama Burshtein, director                                                                                     |
| 2012 | Gimme the Loot                    | Adam Leon, director                                                                                          |
| 2012 | Safety Not Guaranteed             | Colin Trevorrow, director                                                                                    |
| 2012 | Sound of My Voice                 | Zal Batmanglij, director                                                                                     |
| 2013 | Blue Caprice                      | Alexandre Moors, director                                                                                    |
| 2013 | Concussion                        | Stacie Passon, director                                                                                      |
| 2013 | Fruitvale Station                 | Ryan Coogler, director                                                                                       |
| 2013 | Una noche                         | Lucy Mulloy, director                                                                                        |
| 2013 | Wadjda                            | Haifaa al-Mansour, director                                                                                  |

### Dècada del 2020
| Any  | Títol                      | Direcció / Producció |
| ---- | -------------------------- | --- |
| 2020 | Sound of Metal             | Darius Marder / Bert Hamelinck, Sacha Ben Harroche, Bill Benz i Kathy Benz                                                     |
| 2020 | The 40-Year-Old Version    | Radha Blank / Lena Waithe, Jordan Fudge, Radha Blank, Inuka Bacote-Capiga, Jennifer Semler i Rishi Rajani                      |
| 2020 | I Carry You With Me        | Heidi Ewing / Heidi Ewing, Mynette Louie, Gabriela Maire i Edher Campos                                                        |
| 2020 | Miss Juneteenth            | Channing Godfrey Peoples / Toby Halbrooks, Tim Headington, Jeanie Igoe, James M. Johnston, Theresa Page i Neil Creque Williams |
| 2020 | Nine Days                  | Edson Oda / Jason Michael Berman, Mette-Marie Kongsved, Matthew Linder, Laura Tunstall i Datari Turner                         |
| 2021 | 7 Days                     | Roshan Sethi / Liz Cardenas, Mel Eslyn                                                                                         |
| 2021 | Holler                     | Nicole Riegel / Adam Cobb, Rachel Gould, Katie McNeill, Jamie Patricof i Christy Spitzer Thornton                              |
| 2021 | Queen of Glory             | Nana Mensah / Baff Akoto, Anya Migdal, Kelley Robins Hicks i Jamund Washington                                                 |
| 2021 | Test Pattern               | Shatara Michelle Ford / Pin-Chun Liu i Yu-Hao Su                                                                               |
| 2021 | Wild Indian                | Lyle Mitchell Corbine Jr. / Thomas Mahoney, Lyle Mitchell Corbine, Jr. i Eric Tavitian                                         |
| 2022 | Aftersun                   | Charlotte Wells / Mark Ceryak, Amy Jackson, Barry Jenkins, Adele Romanski                                                      |
| 2022 | Emily the Criminal         | John Patton Ford / Tyler Davidson, Aubrey Plaza, Drew Sykes                                                                    |
| 2022 | The Inspection             | Elegance Bratton / Effie T. Brown, Chester Algernal Gordon                                                                     |
| 2022 | Murina                     | Antoneta Alamat Kusijanović / Danijel Pek, Rodrigo Teixeira                                                                    |
| 2022 | Palm Trees and Power Lines | Jamie Dack /Leah Chen Baker |